# 中川秀恭
中川 秀恭（なかがわ ひでやす、1908年（明治41年）1月1日 - 2009年（平成21年）4月26日）は、日本の哲学者、文学博士、Ph.D.（イェール大学）。日本各地の大学の学長・理事長を歴任した。

## 経歴
1908年、島根県周吉郡西郷町（現・隠岐郡隠岐の島町）に生まれた。島根県立隠岐商船水産学校航海科（現・島根県立隠岐水産高等学校）を卒業後、三等航海士として日本・リバプール間を行き来するが、牧師になろうと決心してして大学に入学する。立教大学文学部哲学科で学び卒業。1938年、東北帝国大学法文学部哲学科を卒業。エール大学大学院修了。
帰国後、母校の東北帝国大学法文学部助手に着任。1945年、同学部講師に昇進。1947年、北海道大学法文学部助教授に就任。1953年、同大学文学部教授に昇進。1967年に北海道大学を定年退官し、名誉教授となった。退任後は北海道教育大学5代学長に就任。1971年、北海道教育大学を退任し、名誉教授となった。以降は国際基督教大学教授となり、1975年に国際基督教大学学長となった。しかし、1982年に被差別部落民に対する差別的発言の責任を問われ、翌1983年に国際基督教大学学長を辞任した。1986年から2000年まで、大妻女子大学・大妻女子大学短期大学部学長。2003年まで学校法人大妻学院理事長。2009年に死去した。

## 研究内容・業績
- 日本キリスト教協議会（NCC）の『キリスト教大事典』ではルドルフ・ブルトマンと非神話化を執筆し、これに肯定的な評価を与えている。

## 主著

### 単著
- 『ハイデッガー研究』（小山書店、1943年）
- 『ヘブル書研究』（創文社、1957年）
- 『祈りと沈黙 : キリスト教論集』（創文社、1988年）
- 『航海いまだ途上にあり : 行く手遥か』（文藝春秋、2005年）

### 共編
- コルモス・大谷光真『現代における宗教の役割』（東京堂出版、2002年）

### 訳書
- カール・レーヴィット『ニーチェとキルケゴール』（弘文堂、1943年）
- ルドルフ・ブルトマン『歴史と終末論』（岩波書店、1959年）
- カール・レーヴィット『キェルケゴールとニーチェ』（未來社 1969年初版・2002年新装版）

など